# Lesní lem

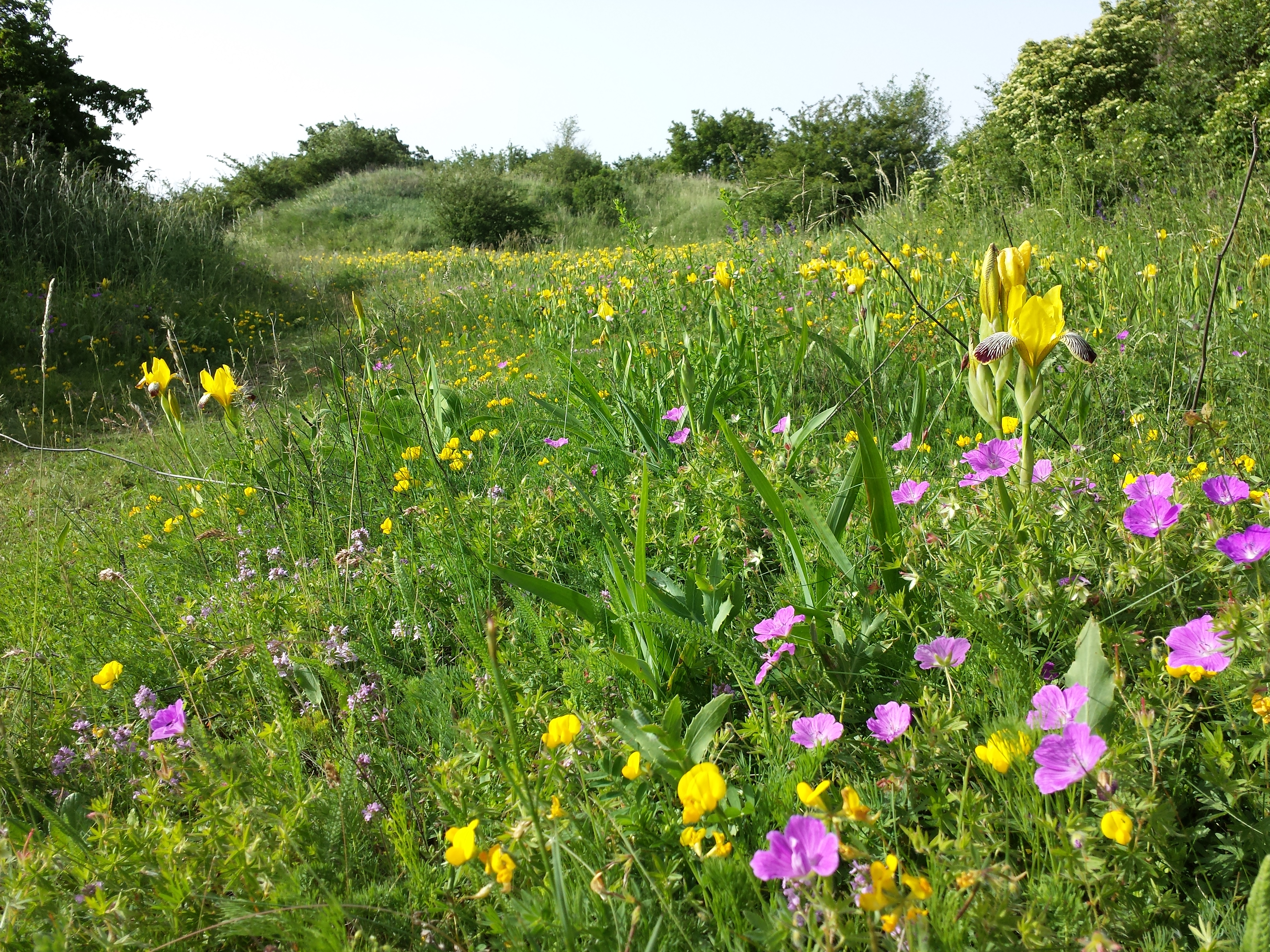
Teplomilné lemové společenstvo okolo křovin s kakostem krvavým a kosatcem různobarvým

Lesní lem je přírodní společenstvo tvořící specifický přechodový pruh mezi lesním a nelesním prostředím (zpravidla polem, loukou či cestou). Je to obvykle hustě zapojený liniový či ostrůvkovitý porost středně vysokých a vyšších širokolistých, převážně vytrvalých bylin, které převládají nad travinami; častá je výrazná dominance jediného nápadně kvetoucího druhu. Mísí se zde druhy lesní a nelesní i specificky lemové, vmíšeni mohou být juvenilní jedinci stromů či ostrůvky křovin, převážně silně zkousaných od zvěře. Na stanovištích je proti zapojenému lesnímu porostu více světla, oproti louce či poli zase více vlhkosti a méně disturbancí. Fenologické optimum má tato vegetace od pozdního jara do vrcholného léta. Na převážně bylinná společenstva lesního lemu často navazuje lesní plášť tvořený převážně zapojenými vyššími křovinami a hustě zavětvenými okrajovými stromy lesa.
Jako stabilní společenstvo se lesní lemy vyskytují na polostinných krajích suchých lesů, na skalních hranách, ostrožnách a trvalých lesních světlinách. Mohou vznikat i jako sekundární společenstva na loukách, pastvinách apod. ponechaných ladem či v širších průsecích podél lesních cest a křovin; zde se však zpravidla jedná pouze o jedno ze sukcesních stadií a jsou posléze nahrazovány zapojeným porostem keřů a stromů.
Fytocenologicky jsou teplomilná společenstva suchých a mezofilních lesních lemů nejčastěji řazena do třídy Trifolio-Geranietea; vzhledem k nejednoznačnému floristickému vymezení a ekotonálnímu charakteru mnohdy velice různorodých maloplošných porostů však tato třída není v některých pojetích uznávána a lemová vegetace je klasifikována buď v rámci vegetace lesní, a nebo travinné (tak i v monografii Vegetace České republiky). Neustálené je též členění na nižší syntaxonomické jednotky. Nitrofilní a vlhkomilné lemy patří do třídy vytrvalých ruderálních až polopřirozených porostů Galio-Urticetea (v evropském pojetí Epilobietea angustifolii). Centrum svého rozšíření mají tato společenstva v submediteránních až subboreálních oblastech Evropy, tj. v biomu opadavého listnatého lesa, popisovány jsou též podél původních vavřínových lesů Makaronésie.

## Popis středoevropských společenstev

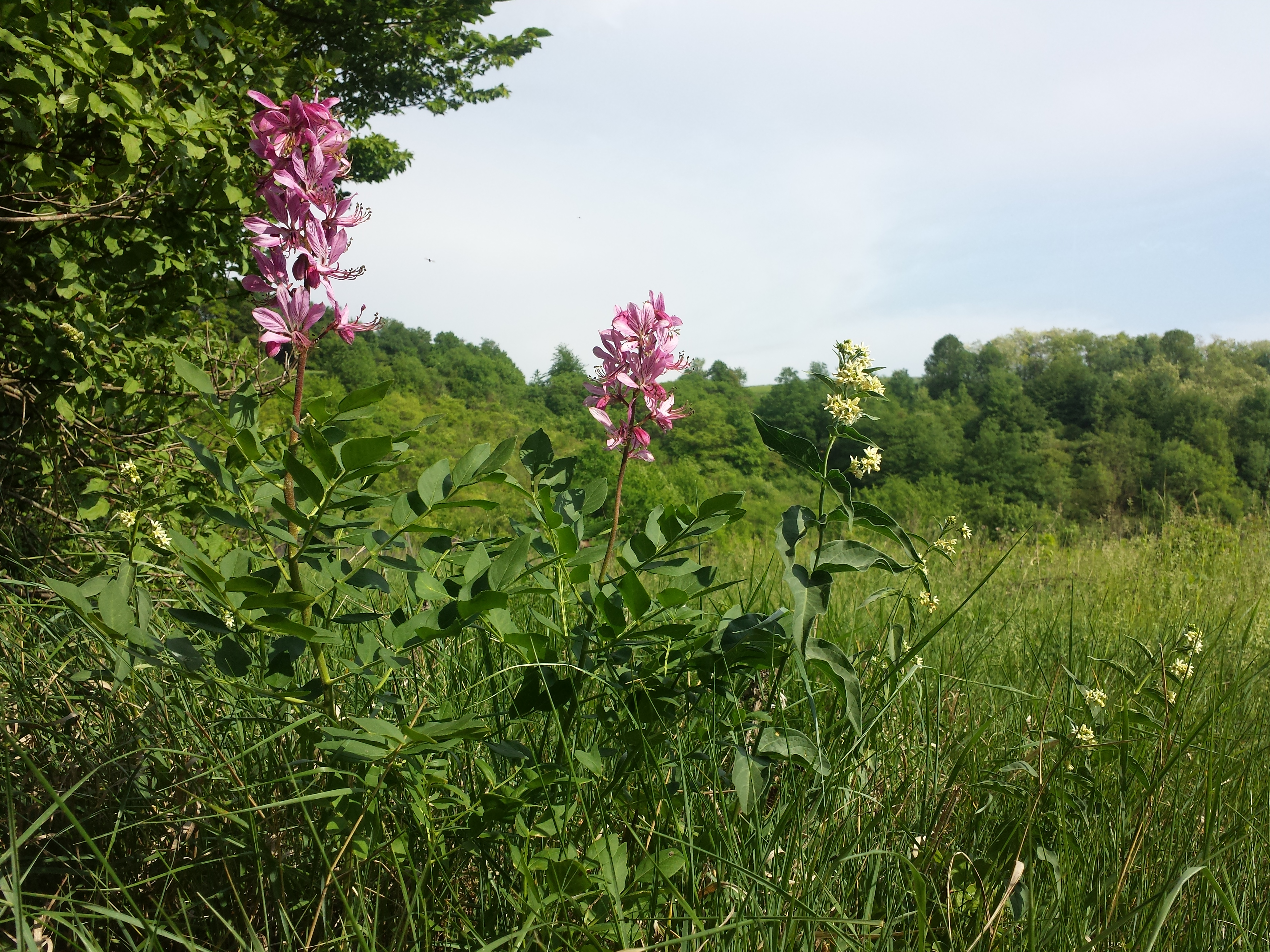
Třemdava bílá a tolita lékařská rostoucí v sušším lesním lemu

### Suché bylinné lemy

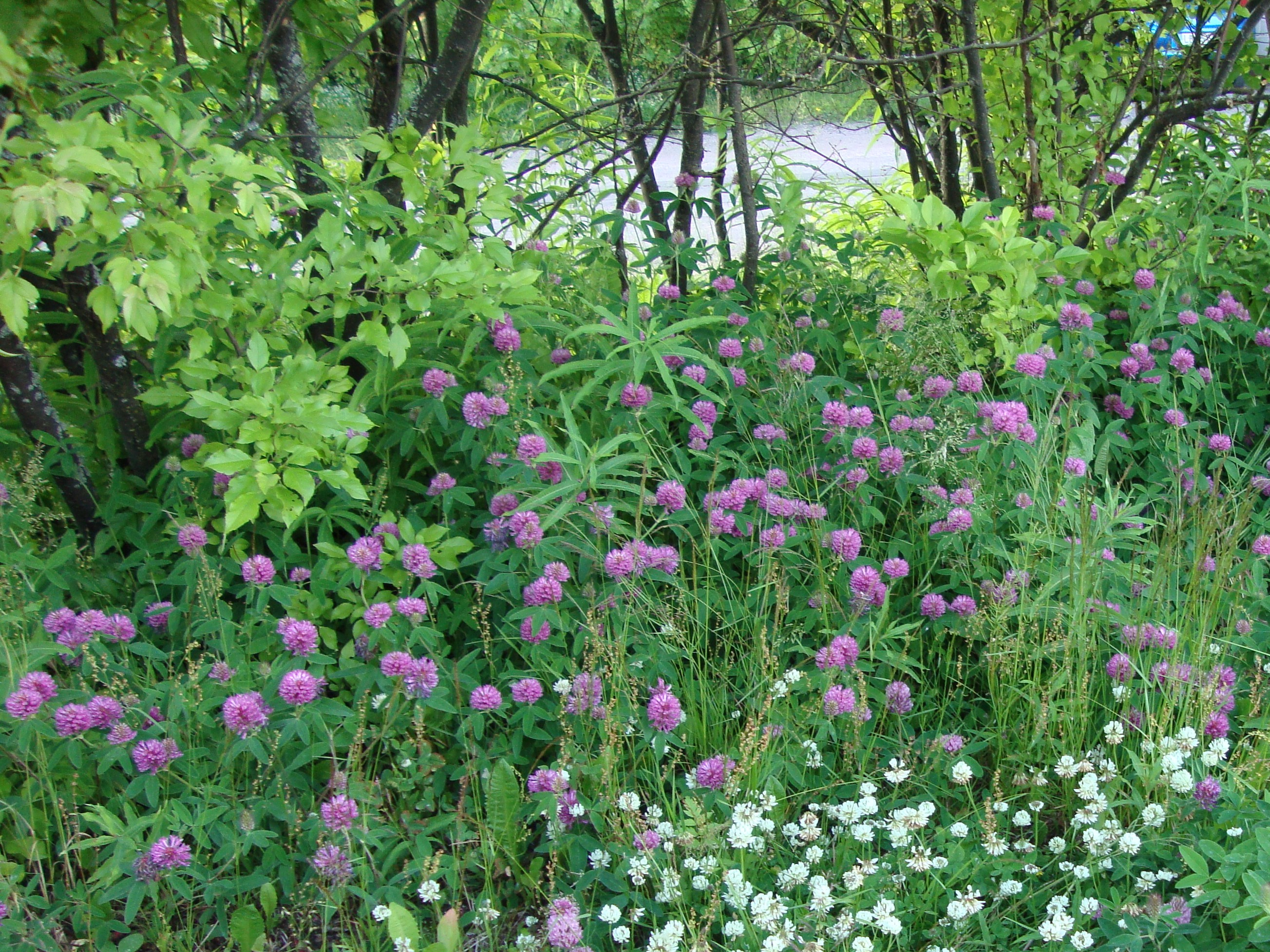
Mezofilní lem s jetelem prostředním (Trifolium medium)

V teplých a suchých oblastech větší části Evropy se vyskytují druhově bohaté suché lesní lemy, řazené do řádu Antherico ramosi-Geranietalia sanguinei, který je v české květeně zastoupen svazem Geranion sanguinei. V těchto porostech dominují bohatě kvetoucí rostliny, jako je třemdava bílá, kakost krvavý, smldník jelení, pryšec mnohobarvý, pryšec chvojka, plamének přímý, třezalka tečkovaná, kamejka modronachová, šalvěj luční, dobromysl obecná, vikev tenkolistá, ožanka kalamandra, různé chrpy, z trav válečka prapořitá a další. Obsazují obvykle vápnitá stanoviště s živinami chudšími, ale bázemi bohatými půdami; na kyselých je nalezneme pouze vzácně na nejsušších lokalitách. Jedná se typicky o přechodové společenstvo mezi teplomilnými doubravami a suchými trávníky, což se odráží i na jeho druhovém složení.

### Mezofilní bylinné lemy

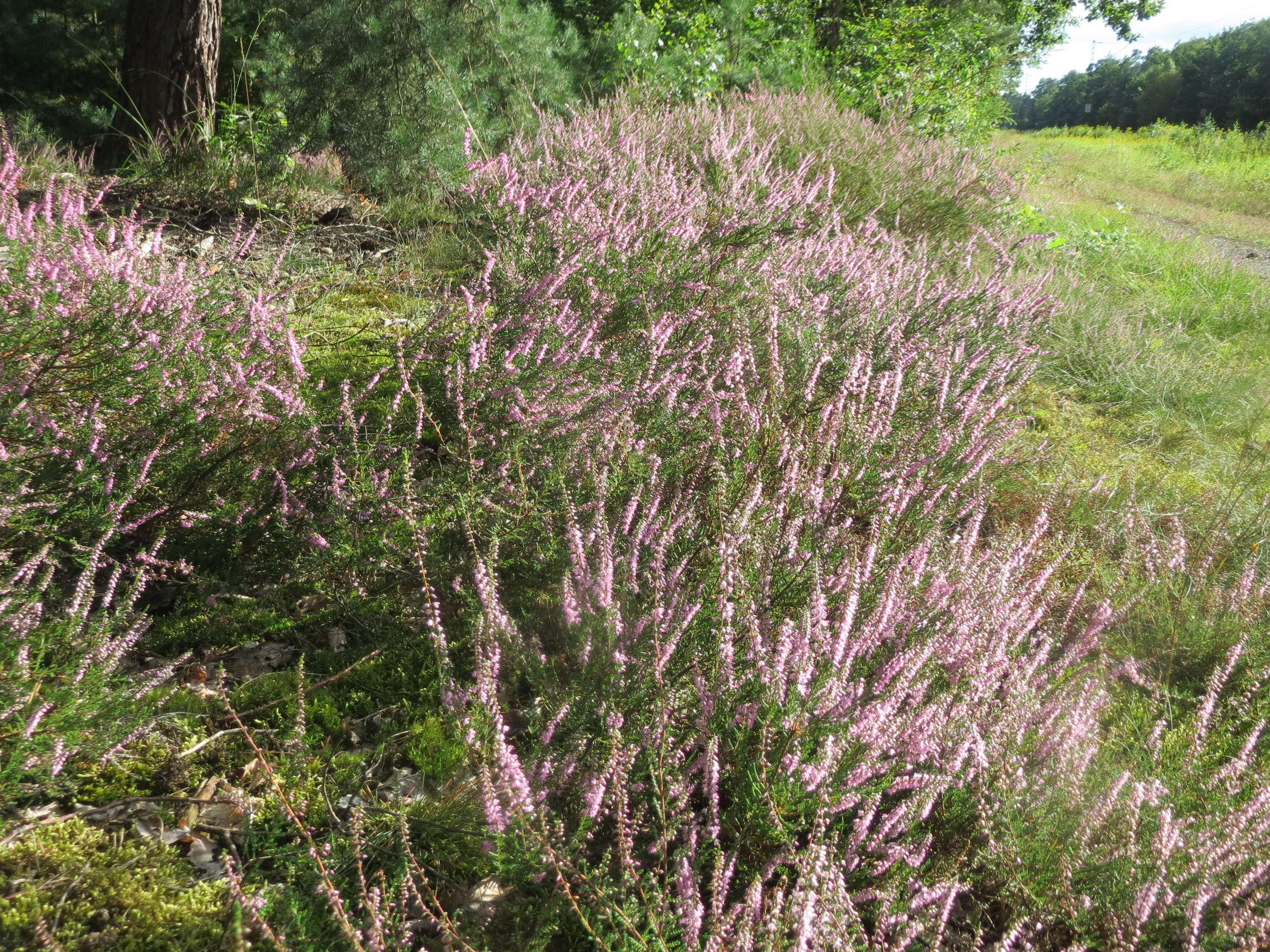
Acidofilní lem s vřesem obecným (Calluna vulgaris)

Ve středních a vyšších polohách převážně temperátní a subboreální Evropy rozlišujeme společenstva mezofilních lesních lemů v řádu Origanetalia vulgaris. V přírodě České republiky se jedná o svaz Trifolion medii s kvetoucími druhy, jako jsou řepík obecný, černýš hajní, jetel prostřední, chrastavec rolní, bukvice lékařská, klinopád obecný, rozrazil rezekvítek či vikev lesní, a mnohými zástupci mezofilních luk, především travami (válečka prapořitá, lipnice luční, ovsík vyvýšený, srha říznačka). Nalezneme je též na zastíněných stanovištích s hlubším půdním profilem v nížinách a pahorkatinách, celkový areál zahrnuje většinu severní a střední Evropy. Většinou tvoří ekoton mezi společenstvy dubohabřin, bučin a mezofilních luk, na rozdíl od předchozího svazu jde však zpravidla vždy o druhotnou vegetaci.

### Acidofilní lemy
Lemová společenstva na kyselých půdách spadají do řádu Melampyro-Holcetalia mollis, některými autory považovaného i za samostatnou třídu. V českém prostředí není tato vegetace dosud uspokojivě prozkoumána a v monografii Vegetace České republiky se nerozlišuje, též vzhledem k tomu, že postrádá vyhraněné diagnostické druhy a je převážně tvořena světlomilnými rostlinami lesního podrostu a přiléhajících nelesních společenstev. Vytváří se na chudém a kyselém substrátu podél acidofilních doubrav, bučin a borů; k bylinným dominantám zde patří různé jestřábníky, kručinky, černýše, ožanka lesní, hvozdík kropenatý, smolnička obecná a další, z trav například kostřava ovčí nebo medyněk měkký. Jsou zde též výrazné floristické vazby na vegetaci vřesovišť a podhorských smilkových trávníků. Na vlhčích místech se mohou vyvíjet porosty s převládající přesličkou lesní nebo kapradinou hasivkou orličí.

### Nitrofilní a vlhké lemy

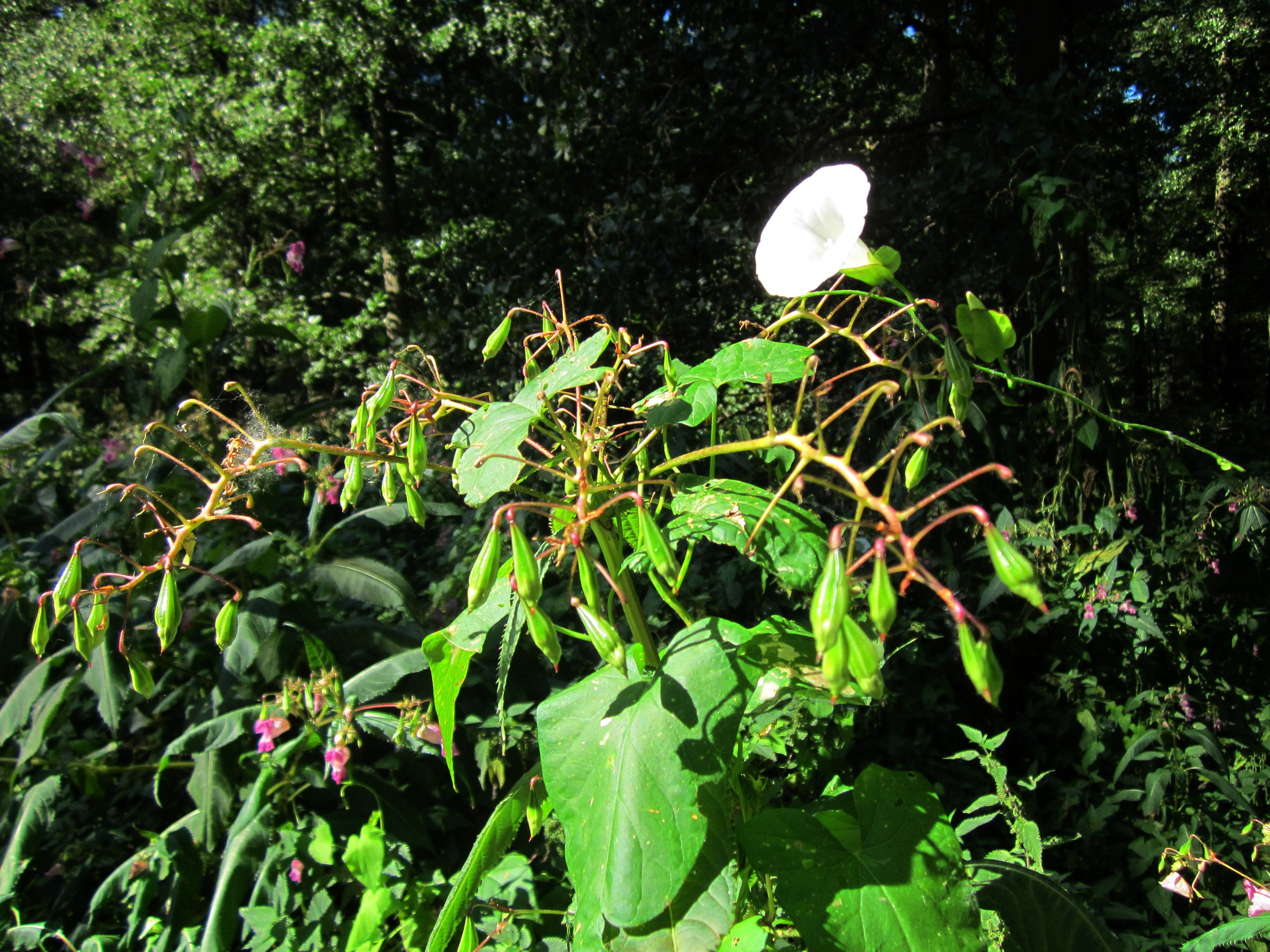
Vysokobylinný vlhký lem s netýkavkou žláznatou, opletníkem (Calystegia sepium) a kopřivami

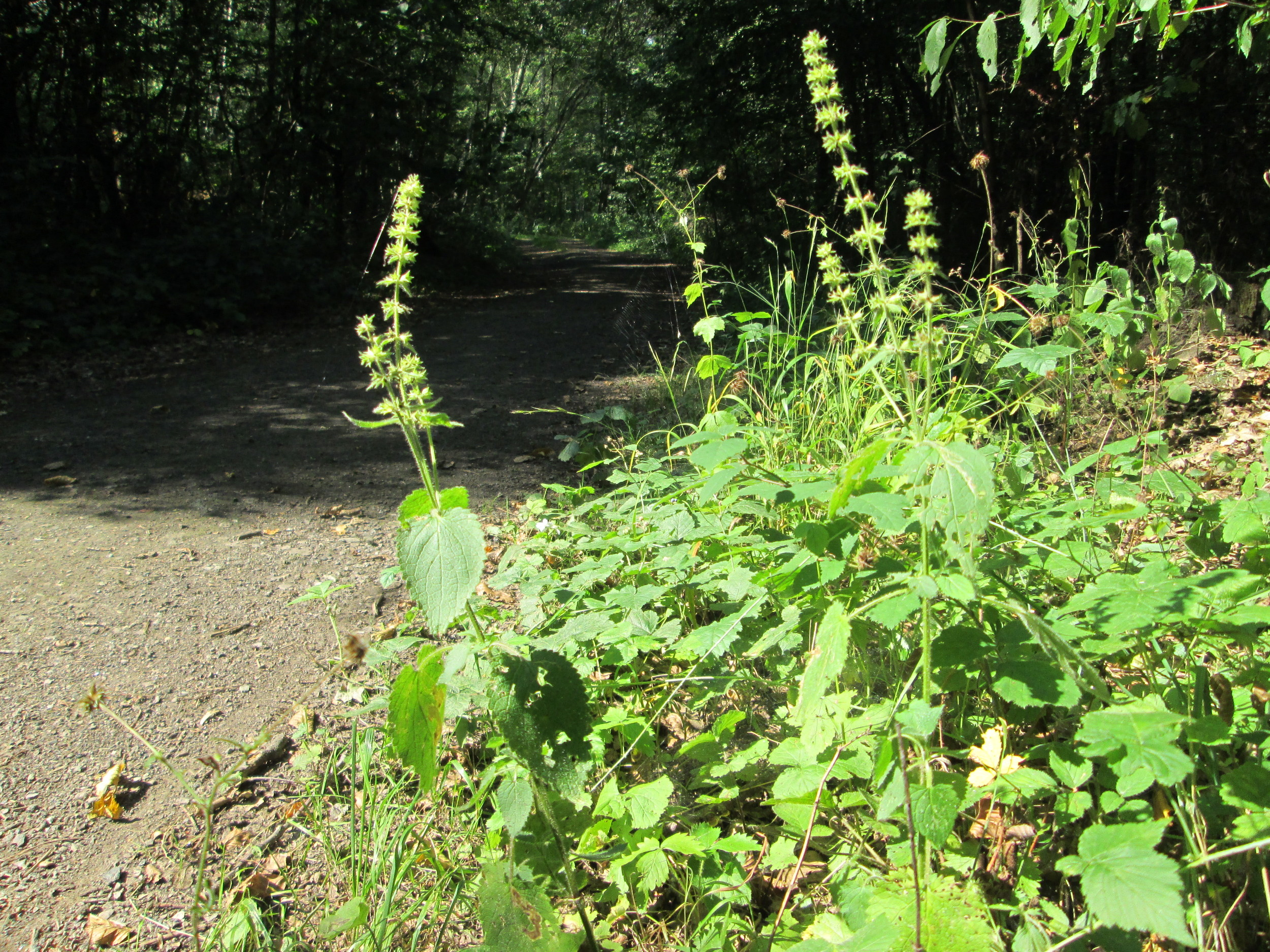
Lem lesní cesty s čistcem lesním (Stachys sylvatica)

Vlhké bylinné lemy nížinných lužních lesů a křovin jsou tvořeny společenstvy svazu Senecionion fluviatilis. Jde o hustě zapojenou, vícevrstevnou vegetaci s velkou biomasou. Typickými rostlinami jsou zde bršlice kozí noha, kopřiva dvoudomá, svízel přítula, křehkýš vodní, nadmutice bobulnatá, krabilice hlíznatá, kostival lékařský, vrbovka chlupatá, z trav třtina rákosovitá. Porosty jsou propleteny bylinnými liánami jako opletník plotní nebo chmel otáčivý. Charakteristický, avšak z ochranářského hlediska nežádoucí je výskyt vlhkomilných invazních neofytů astřičky novobelgické, štětince laločnatého či netýkavky žláznaté.
Polostinné lemy v interiéru nitrofilnějších lesů, například bučin, suťových lesů, lesních světlin, pasek a cest od nížin do hor patří do svazu Impatienti noli-tangere-Stachyion sylvaticae. Kromě lemových druhů, jimiž jsou zde např. čistec lesní, konopice velkokvětá, rulík zlomocný, zvonek kopřivolistý, čarovník pařížský nebo netýkavka nedůtklivá a trávy jako válečka lesní či kostřava obrovská, zde nalezneme i druhy hájové (bažanka vytrvalá, violka lesní) či typicky pasekové (ostružiníky, starček hajní).
Zejména v antropogenním prostředí a na stinnějších ruderálních stanovištích je potom rozšířena vegetace svazu Geo urbani-Alliarion petiolatae, která lemuje též porosty akátin, příměstských lesů, ruderalizovaných křovin v zahradách, parcích či na hřbitovech. Typickými zástupci jsou archeofyty a neofyty jako měrnice černá, vlaštovičník větší, violka vonná nebo netýkavka malokvětá, dále zde roste bršlice kozí noha, kakost smrdutý, hluchavka bílá, kerblík lesní, krabilice mámivá, kuklík městský, svízel přítula či kapustka obecná.

## Význam

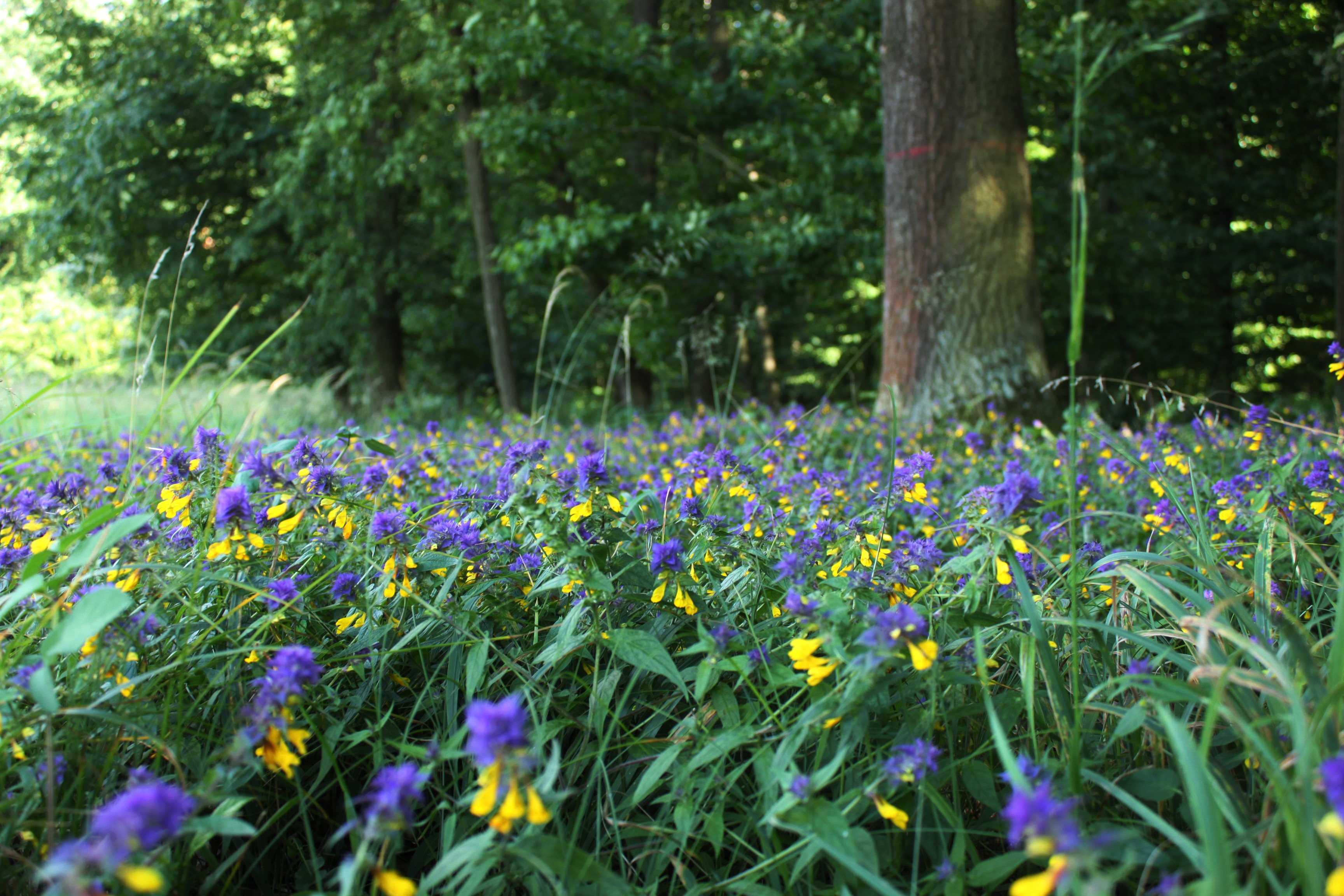
Vlhčí lesní lem s černýšem hajním (Melampyrum nemorosum)

Lesní lemy jsou společenstvem sice bez přímého ekonomického přínosu, především suché květnaté lemy mají však značný ekologický, estetický a některé též ochranářský význam. Méně hodnotné jsou lemy s účastí běžných nitrofytů či dokonce invazních druhů. Na vnější i vnitřní lesní lemy je ekologicky vázána celá řada druhů světlomilného hmyzu, především brouků a motýlů, jako je kriticky ohrožený jasoň dymnivkový, pestrokřídlec podražcový, různí bělopásci, okáči a další. Pro mnohé z nich je přitom prostředí zachovalého ekotonu nezřídka posledním refugiem v lesnicky a zemědělsky intenzivně využívané krajině. Rostou zde také mnohé ohrožené rostliny, často medonosné, a tedy poskytující potravu na ně vázaným živočichům. Existence pestrých bylinných lemů kolem porostů dřevin má příznivý vliv mimo jiné na společenstva ptáků: hmyzožravé druhy zde sbírají bezobratlé, kteří zde nacházejí své živné rostliny, semenožraví se zde mohou živit semeny. Dvouděložné rostliny lemů přitom v tomto ohledu skýtají bohatší nabídku než přiléhající travinné porosty.

## Ohrožení a management

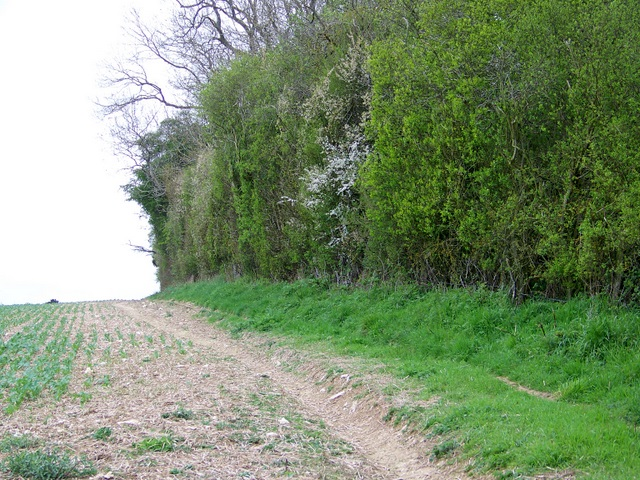
U polních kultur obdělaných až nadoraz k zapojené hradbě keřů se lesní lem zpravidla nemá příležitost vytvořit

Suchá a mezická lemová společenstva jsou v intenzivně obdělávané krajině již poměrně vzácná, přestože v globálu nejsou až na výjimky hodnocena jako zvlášť ohrožená. Mnoho jich bylo zničeno herbicidy nebo rozoráno ve snaze využít maximum orné půdy až k samému okraji lesa, další postupně degradovaly na zapojené porosty křovin a expanzivních trav (ovsíku, třtiny) či naopak z nich po intenzivním sečení ustoupily typické lemové druhy a došlo k přeměně na běžný luční porost. Pro jejich zachování v krajině je vhodné průběžně zabraňovat přirozené sukcesi vyřezáváním dřevin; sečení je nevhodné, neboť podporuje rozvoj travin na úkor širokolistých lemových bylin. Nevhodnou praxí, která znemožňuje rozvoj lesních lemů, je depozice zemědělského a lesnického materiálu (balíky slámy, vytěžené dřevo, hromady klestí) na krajích lesa.
Další významnou příčinou degradace je také eutrofizace v důsledku splachů hnojiva z přiléhajících zemědělských kultur, v důsledku čehož dochází k šíření agresivních nitrofilních rostlin, například kopřiv, lebed a merlíků. Společenstva vlhkých a nitrofilních lemů, zejména na antropogenních stanovištích, jsou bez ohrožení, naopak se i šíří.